# Francochthonius hirsutus
Francochthonius hirsutus är en spindeldjursart som beskrevs av Vitali-di Castri 1976. Francochthonius hirsutus ingår i släktet Francochthonius och familjen käkklokrypare. Inga underarter finns listade i Catalogue of Life.